# Eleccions legislatives de Corea del Sud de 1978
Les Eleccions legislatives de Corea del Sud de 1978 es van celebrar el 12 de desembre. Novament, l'elecció es produiria mitjançant el vot únic intransferible de dos terços de la cambra, mentre que la resta dels 77 diputats serien escollits indirectament per la Conferència Nacional per a la Unificació el 21 de desembre.
El partit del règim, el Partit Republicà Demòcrata, va mantenir el control de l'Assemblea Nacional, malgrat perdre en nombre de vots davant l'opositor Nou Partit Demòcrata. Aquestes serien les darreres eleccions abans de l'assassinat del dictador Park Chung-hee

## Resultats
|                        | Nou Partit Demòcrata              | 4,861,204  | 32.82  | 61  | 9  |  |  |  |  |  |  |
|                        | Partit Republicà Demòcrata        | 4,695,995  | 31.70  | 68  | 5  |  |  |  |  |  |  |
|                        | Partit de la Unificació Demòcrata | 1,095,057  | 7.39   | 3   | 1  |  |  |  |  |  |  |
|                        | Independents                      | 4,160,187  | 28.09  | 22  | 3  |  |  |  |  |  |  |
|                        | Candidats presidencials           |            |        | 77  | 4  |  |  |  |  |  |  |
|                        | Total                             | 14,812,443 | 100.00 | 231 | 12 |  |  |  |  |  |  |
|                        |                                   |            |        |     |    |  |  |  |  |  |  |
| Vots vàlids            | Vots vàlids                       | 14,812,443 | 98.60  |     |    |  |  |  |  |  |  |
| Vots blancs i invàlids | Vots blancs i invàlids            | 210,927    | 1.40   |     |    |  |  |  |  |  |  |
| Total                  | Total                             | 15,023,370 | 100.00 |     |    |  |  |  |  |  |  |
| Inscrits/participació  | Inscrits/participació             | 19,489,490 | 77.08  |     |    |  |  |  |  |  |  |

### Per ciutat/província
| Regió             | Escons | Escons guanyats | Escons guanyats | Escons guanyats | Escons guanyats |   |   |
| Regió             | Escons | PRD             | NPD             | PUD             | Ind.            |   |   |
| ----------------- | ------ | --------------- | --------------- | --------------- | --------------- | - | - |
| Regió             | Escons | Seül            | 22              | 9               | 11              | 1 | 1 |
| Busan             | 10     | 4               | 5               | 0               | 1               |   |   |
| Gyeonggi-do       | 16     | 8               | 7               | 0               | 1               |   |   |
| Gangwon-do        | 10     | 5               | 3               | 0               | 2               |   |   |
| Chungcheongbuk-do | 8      | 3               | 4               | 1               | 0               |   |   |
| Chungcheongnam-do | 14     | 7               | 5               | 0               | 2               |   |   |
| Jeollabuk-do      | 12     | 6               | 4               | 0               | 2               |   |   |
| Jeollanam-do      | 20     | 8               | 7               | 1               | 4               |   |   |
| Gyeongsangbuk-do  | 22     | 9               | 8               | 0               | 5               |   |   |
| Gyeongsangnam-do  | 18     | 8               | 7               | 0               | 3               |   |   |
| Jeju-do           | 2      | 1               | 0               | 0               | 1               |   |   |
| Total             | 146    | 68              | 61              | 3               | 22              |   |   |

### Delegats presidencials
El 21 de desembre de 1978, la Conferència Nacional per a la Unificació va escollir indirectament 77 membres de l'Assemblea Nacional nomenats pel dictador Park Chung-hee. Dels 2.581 delegats, 2.573 van ser presents i 2.539 d'ells van aprovar l'elecció dels designats de Park.
| Delegats                 | Vots  | %      | Escons |
| ------------------------ | ----- | ------ | ------ |
| Diputats escollits       | 2,539 | 99.10  | 77     |
| En contra                | 23    | 0.90   | –      |
| Total                    | 2,562 | 100.00 | 77     |
|                          |       |        |        |
| Vots vàlids              | 2,562 | 99.57  |        |
| Invàlids                 | 11    | 0.43   |        |
| Vots totals              | 2,573 | 100.00 |        |
| Nombre d'electors        | 2,581 | 99.69  |        |
| Font: Naver News Library |       |        |        |

#### Per ciutat/província
| Regió                    | Vots    | Vots      | Vots    | Delegats | Delegats | Delegats |
| Regió                    | A favor | En contra | Invàlid | Vots     | Absents  | Total    |
| ------------------------ | ------- | --------- | ------- | -------- | -------- | -------- |
| Seül                     | 376     | 9         | 4       | 389      | 2        | 391      |
| Busan                    | 143     | 1         | 1       | 145      | 0        | 145      |
| Gyeonggi-do              | 319     | 0         | 0       | 319      | 0        | 319      |
| Gangwon-do               | 149     | 2         | 0       | 151      | 0        | 151      |
| Chungcheongbuk-do        | 130     | 1         | 0       | 131      | 0        | 131      |
| Chungcheongnam-do        | 229     | 4         | 1       | 234      | 0        | 234      |
| Jeollabuk-do             | 200     | 1         | 0       | 201      | 2        | 203      |
| Jeollanam-do             | 310     | 1         | 1       | 312      | 0        | 312      |
| Gyeongsangbuk-do         | 373     | 2         | 1       | 376      | 3        | 379      |
| Gyeongsangnam-do         | 284     | 2         | 2       | 288      | 1        | 289      |
| Jeju-do                  | 26      | 0         | 1       | 27       | 0        | 27       |
| Total                    | 2,539   | 23        | 11      | 2,573    | 8        | 2,581    |
| Font: Naver News Library |         |           |         |          |          |          |